# Smartwings
Smartwings, voorheen Travel Service, is een Tsjechische luchtvaartmaatschappij en tevens de grootste van het land. De maatschappij heeft haar hub op de luchthaven van Praag en (seizoensgebonden) bases in Brno en Ostrava. Smartwings voert charter-, privé- en passagiersvluchten uit binnen Europa, naar Noord-Afrika en het Midden-Oosten. Daarnaast leaset de maatschappij toestellen aan andere maatschappijen en voert ze vluchten uit voor Czech Airlines. Smartwings maakt deel uit van de Smartwings Group.

## Geschiedenis

### Beginjaren
Smartwings werd in 1997 opgericht als Travel Service en richtte zich op chartervluchten voor Tsjechische reisbureaus. Het eerste toestel van de maatschappij was een Toepolev Tu-154M, het voormalige regeringstoestel van Tsjechië. In 1998 ontving de maatschappij haar eerste Boeing 737-400 en heeft sindsdien een voornamelijk Boeing-vloot. In 2004 werd het merk Smart Wings opgezet voor lagekostenvluchten en werden twee Boeing 737-500s geleased van Lufthansa. Deze toestellen werden in de nieuwe beschildering gespoten en op 1 mei 2004 werd de maatschappij officieel geopend door de voormalig president Václav Klaus. Op 18 september 2007 werd de maatschappij opgekocht door de Icelandair Group, maar deze heeft inmiddels geen aandelen meer.

### Ontwikkeling
In 2007 werd een bestelling geplaatst voor één Boeing 787-8 met de optie voor een extra toetel, maar dat werd in 2013 vervangen door een bestelling van 3 Boeing 737 MAX 8-toestellen. In 2013 vervoerde Travel Service ongeveer 4,3 miljoen passagiers waarvan er ongeveer 1,3 miljoen door het merk Smart Wings werden vervoerd. In oktober 2017 maakte Travel Service bekend dat het het merk Smart Wings zou vervallen en de eigen naam zou veranderen naar de holding Smartwings. Ook het kleurenschema van Travel Service zou veranderd worden naar die van Smartwings en het moederbedrijf Travel Service Group werd de Smartwings Group. Op 6 december 2018 werd de naamswijziging officieel goedgekeurd. Op 31 januari 2018 ontving Smartwings tevens de eerste Boeing 737 MAX 8 in het vernieuwde kleurenschema van toen nog Smart Wings. In maart 2019 werd bekend dat er een nieuwe Duitse zusteronderneming zou komen, maar dat plan is nooit uitgevoerd.

### 2020-heden
Op 23 maart 2020 was Smartwings genoodzaakt om alle vluchten te staken vanwege de Coronapandemie. Ook was de maatschappij genoodzaakt om ongeveer een kwart van de werknemers te ontslaan. Op 25 februari 2021 was Smartwings de eerste maatschappij in Europa die de Boeing 737 MAX 8 weer inzette na de crash van Lion Air en Ethiopian Airlines. Op 26 januari 2022 was Smartwings de eerste die ooit met een Boeing 737 MAX op Antarctica landde. Smartwings werd vaker ingehuurd om naar Antarctica te vliegen.

## Smartwings Group
Smartwings is onderdeel van de Smartwings Group en heeft drie zustermaatschappijen en 30% aandeel in Czech Airlines. De zustermaatschappijen zijn Smartwings Slovakia, Smartwings Poland en Smartwings Hungary.

## Vloot

### Huidige vloot
Smartwings leent haar toestellen regelmatig uit aan andere maatschappijen als Flydubai en Sunwing Airlines. Ook huurt de maatschappij zelf vliegtuigen in.

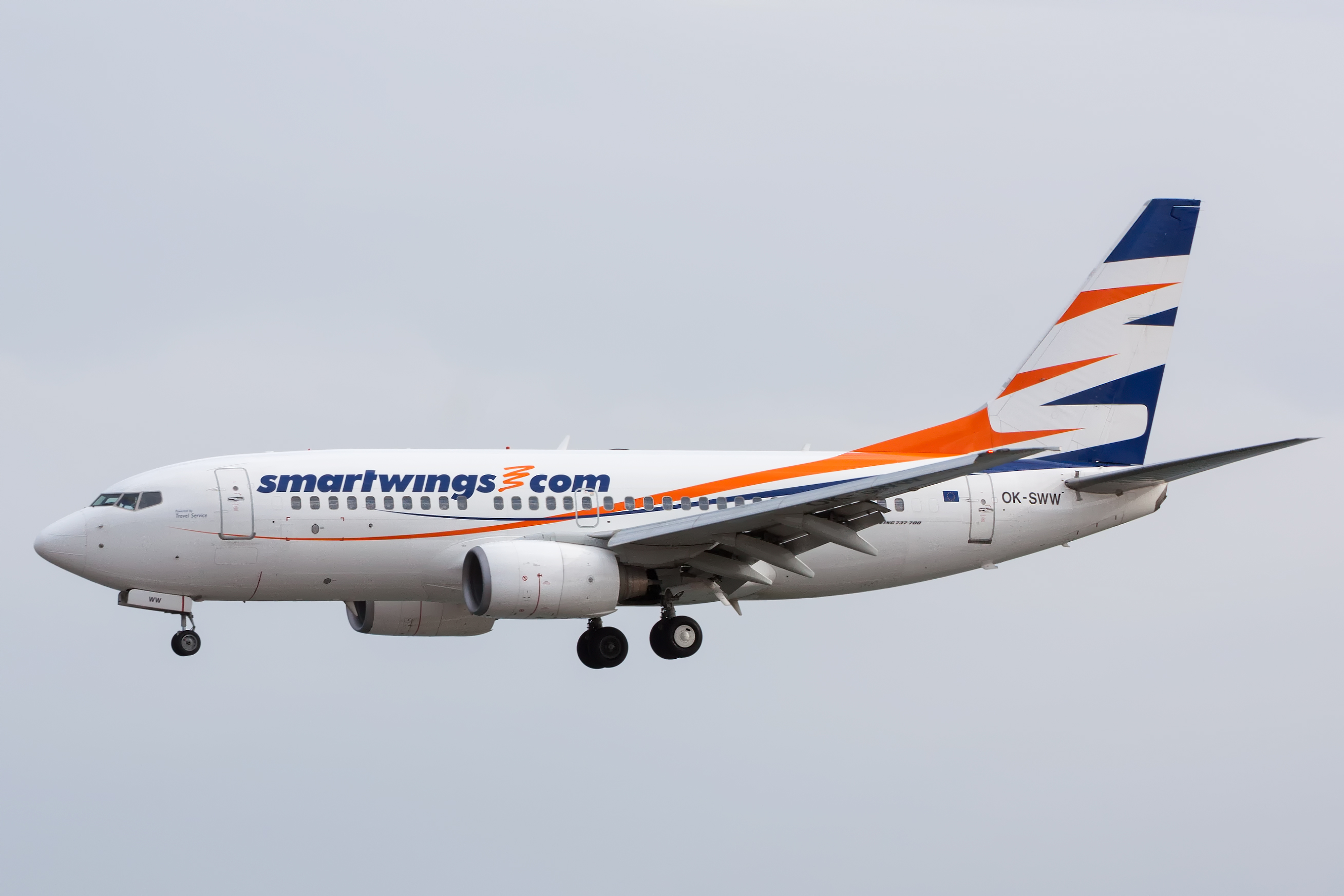
Een Boeing 737-700 van Smartwings

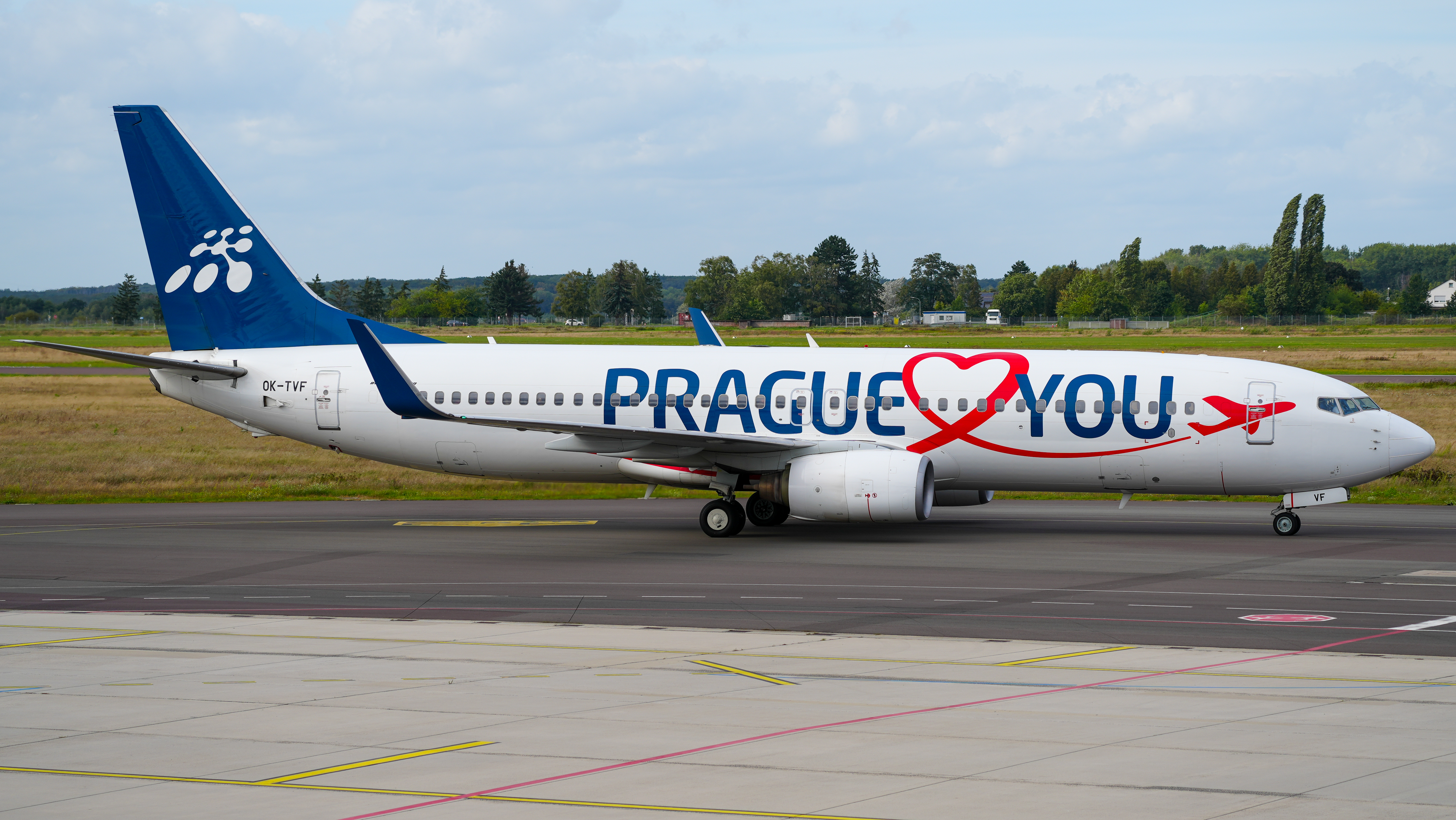
Een Boeing 737-800 in ‘Prague ❤️ you’-livery

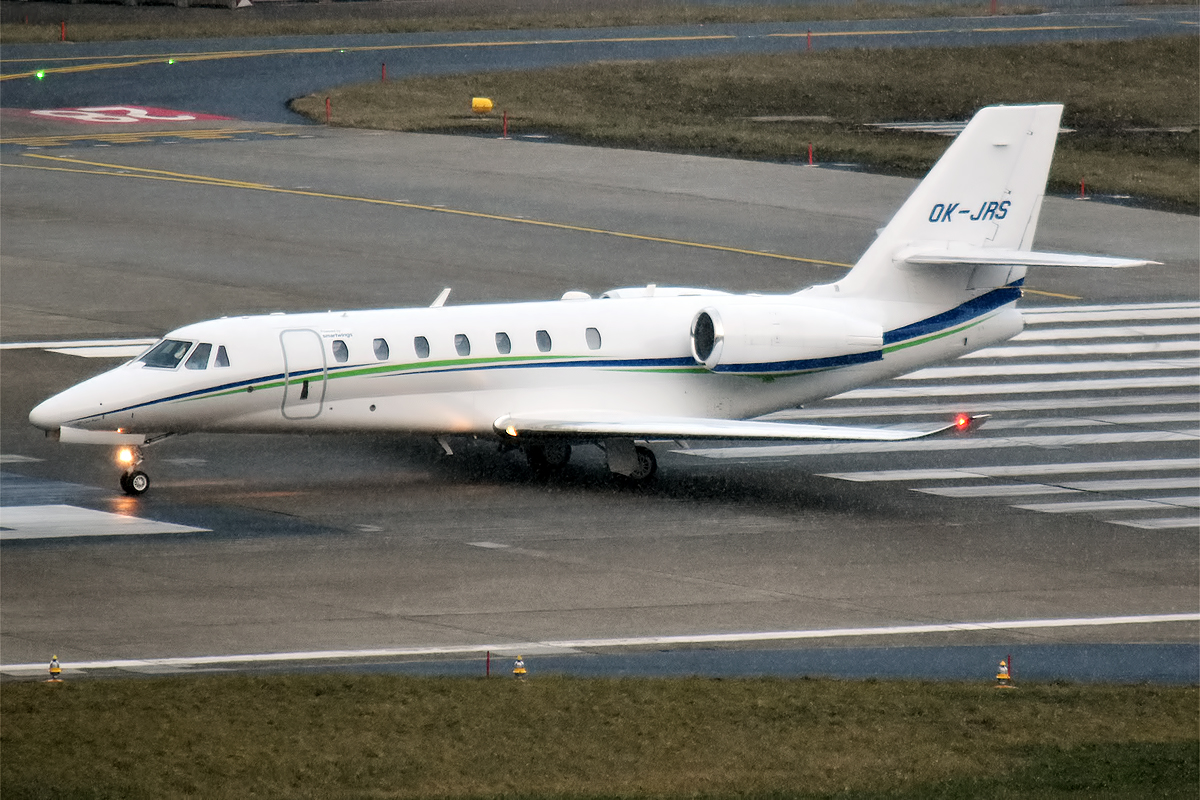
Een Cessna 680 Citation Sovereign van Smartwings

De vloot van Smartwings bestaat uit de volgende toestellen (mei 2024):
| Type                          | In dienst | Orders | Opmerkingen                                         |
| ----------------------------- | --------- | ------ | --------------------------------------------------- |
| Boeing 737-700                | 2         | —      | OK-SWT & OK-SWW                                     |
| Boeing 737-800                | 23        | —      | Enkele toestellen geleased aan/van Sunwing Airlines |
| Boeing 737-900ER              | 2         | —      | Nog in het kleurenschema van Travel Service         |
| Boeing 737 MAX 8              | 10        | 3      |                                                     |
| Privé-vliegtuigen             |           |        |                                                     |
| Cessna 680 Citation Sovereign | 4         | —      |                                                     |
| Cessna 700 Citation Longitude | 1         | —      | OK-JRE                                              |
| Totaal                        | 42        | 3      |                                                     |

### Voormalige vloot

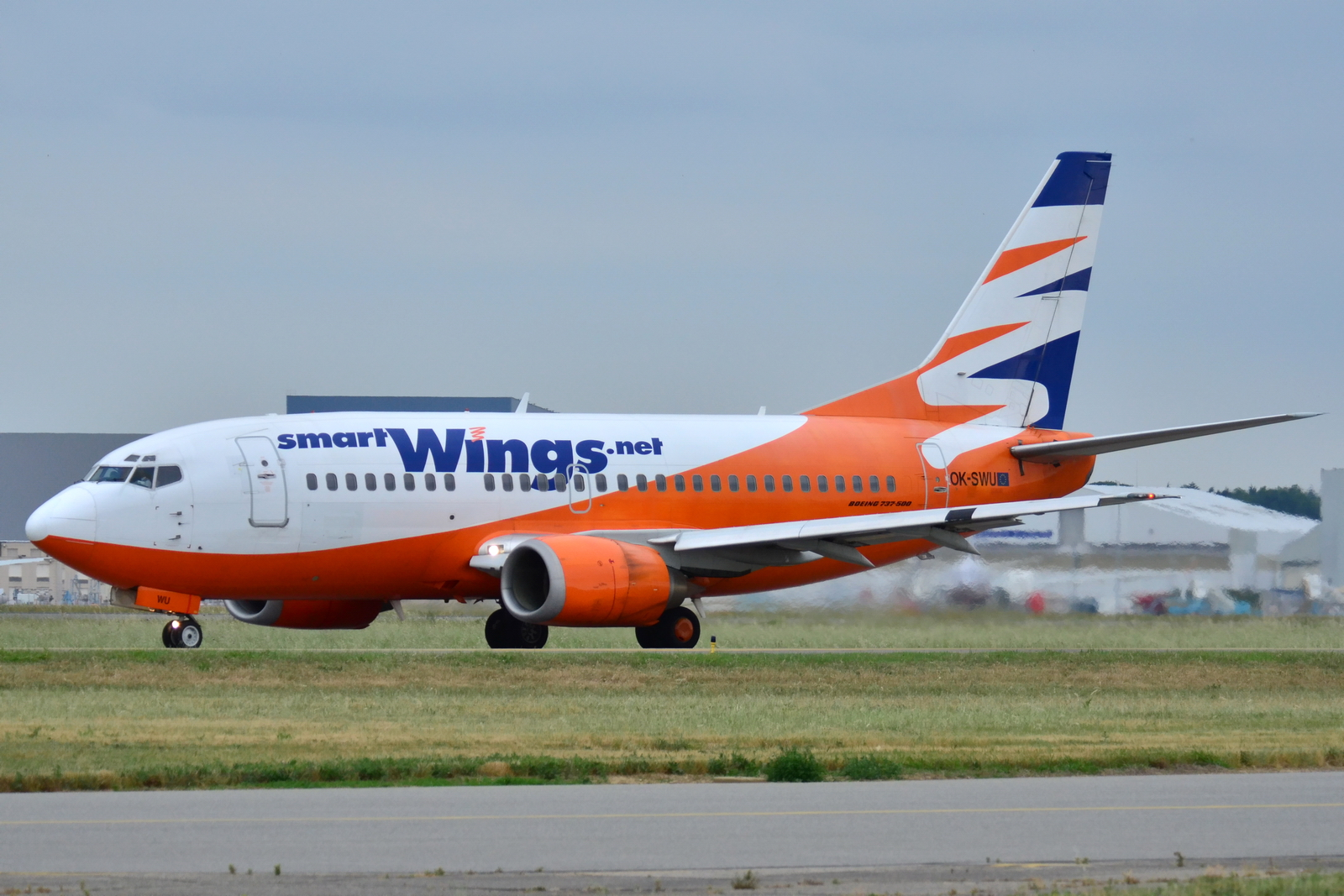
Een Boeing 737-500 van voormalig Smart Wings

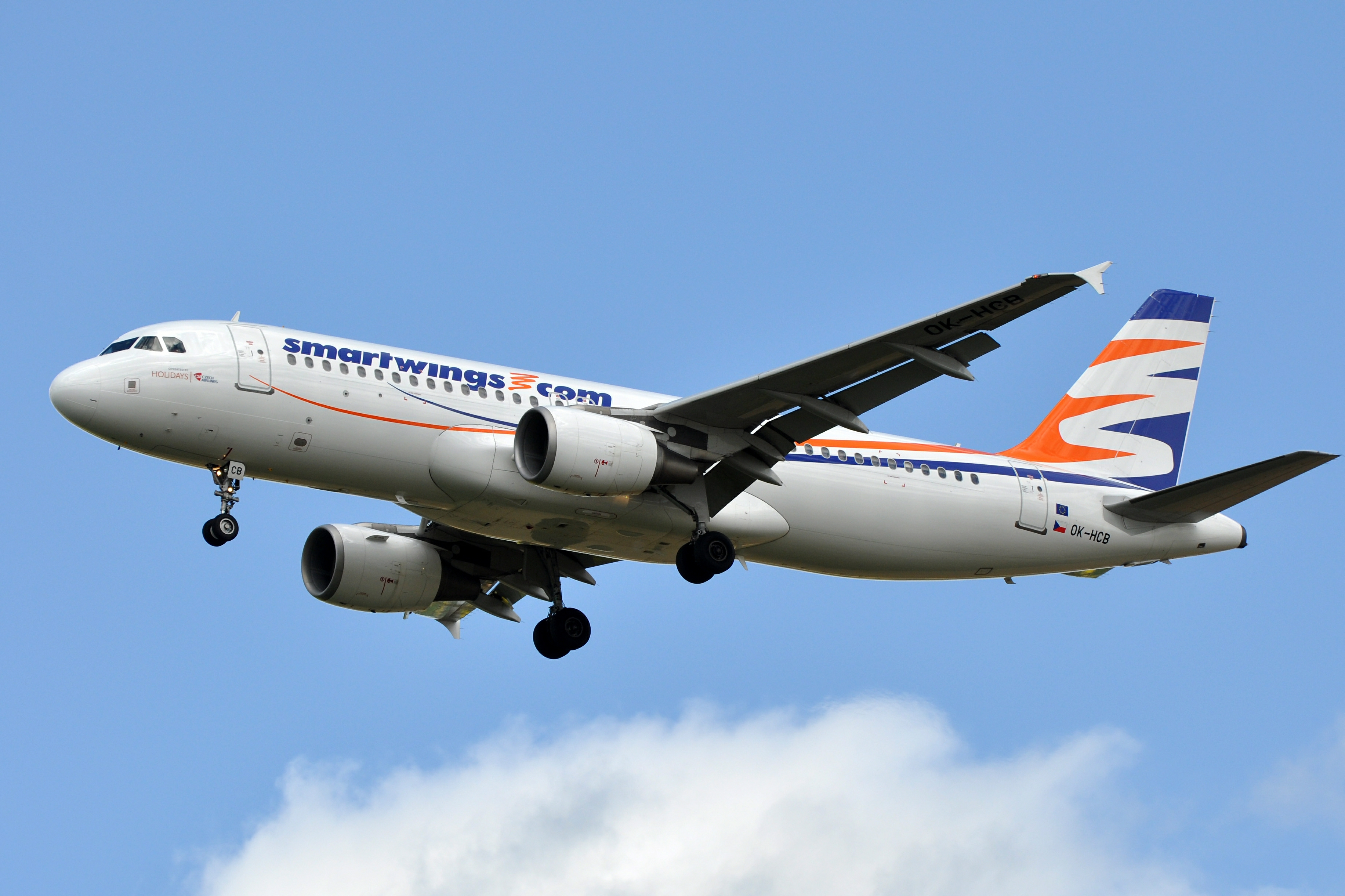
Een voormalige Airbus A320-200 van Smartwings

De vloot van Smartwings bestond ook uit:
| Type             | Aantal | In dienst | Uitgefaseerd | Opmerkingen                    |
| ---------------- | ------ | --------- | ------------ | ------------------------------ |
| Airbus A320-200  | 43     | 2008      | 2023         |                                |
| Airbus A330-200  | 1      | 2017      | 2018         | Geleased van Air Transat       |
| Boeing 737-400   | 11     | 1998      | 2019         |                                |
| Boeing 737-500   | 4      | 2004      | 2007         |                                |
| Boeing 737-800   | 121    | 2000      | 2019         | Alle toestellen waren geleased |
| Boeing 757-200   | 1      | 2007      | 2007         | Geleased van Air Slovakia      |
| Boeing 767-300ER | 1      | 2008      | 2010         | Geleased van Icelandair        |
| Toepolev Tu-154M | 1      | 1997      | 1999         | OK-VCP                         |

## Bestemmingen
Smartwings vliegt naar de volgende bestemmingen (mei 2024):
| Land                         | Stad                       | Luchthaven                               | Opmerkingen |
| ---------------------------- | -------------------------- | ---------------------------------------- | ----------- |
| Albanië                      | Tirana                     | Luchthaven Tirana                        |             |
| Bulgarije                    | Boergas                    | Luchthaven Boergas                       |             |
| Bulgarije                    | Varna                      | Luchthaven Varna                         |             |
| Cyprus                       | Larnaca                    | Luchthaven Larnaca                       |             |
| Egypte                       | Hurghada                   | Luchthaven Hurghada                      |             |
| Egypte                       | Marsa Alam                 | Luchthaven Marsa Alam                    |             |
| Egypte                       | Sharm-el-Sheikh            | Luchthaven Sharm-el-Sheikh               |             |
| Frankrijk                    | Nice                       | Aéroport Nice Côte d'Azur                |             |
| Griekenland                  | Antimachia                 | Luchthaven Kos                           |             |
| Griekenland                  | Argostoli                  | Luchthaven Kefalonia                     |             |
| Griekenland                  | Athene                     | Luchthaven Athene                        |             |
| Griekenland                  | Chania                     | Luchthaven Chania                        |             |
| Griekenland                  | Corfu                      | Luchthaven Korfoe Ioannis Kapodistrias   |             |
| Griekenland                  | Iraklion                   | Luchthaven Iraklion                      |             |
| Griekenland                  | Kamari                     | Luchthaven Santorini                     |             |
| Griekenland                  | Karpathos                  | Luchthaven Karpathos                     |             |
| Griekenland                  | Preveza                    | Luchthaven Aktion                        |             |
| Griekenland                  | Pythagoreio                | Luchthaven Samos                         |             |
| Griekenland                  | Rhodos                     | Internationale luchthaven van Rhodos     |             |
| Griekenland                  | Thessaloniki               | Luchthaven Thessaloniki                  |             |
| Griekenland                  | Zakynthos                  | Luchthaven Zakynthos                     |             |
| Israël                       | Tel Aviv                   | Luchthaven Ben-Gurion                    |             |
| Italië                       | Brindisi                   | Aeroporto del Salento                    |             |
| Italië                       | Cagliari                   | Aeroporto di Cagliari                    |             |
| Italië                       | Catania                    | Aeroporto di Catania-Fontanarossa        |             |
| Italië                       | Lamezia Terme              | Aeroporto di Lamezia Terme               |             |
| Italië                       | Olbia                      | Aeroporto di Olbia-Costa Smeralda        |             |
| Kaapverdië                   | Espargos                   | Luchthaven Amílcar Cabral Internationaal |             |
| Kaapverdië                   | Sal Rei                    | Luchthaven Rabil Internationaal          |             |
| Kroatië                      | Split                      | Luchthaven Split                         |             |
| Oman                         | Salalah                    | Luchthaven Salalah                       |             |
| Portugal                     | Funchal                    | Aeroporto da Madeira                     |             |
| Portugal                     | Ponta Delgada              | Aeroporto João Paulo II                  |             |
| Senegal                      | Dakar                      | Luchthaven Dakar                         |             |
| Spanje                       | Almería                    | Aeropuerto de Almería                    |             |
| Spanje                       | Arrecife                   | Aeropuerto de Lanzarote                  |             |
| Spanje                       | Granadilla de Abona        | Aeropuerto de Tenerife Sur               |             |
| Spanje                       | Las Palmas de Gran Canaria | Aeropuerto de Gran Canaria               |             |
| Spanje                       | Maó                        | Aeropuerto de Menorca                    |             |
| Spanje                       | Palma de Mallorca          | Aeropuerto de Palma de Mallorca          |             |
| Spanje                       | Puerto del Rosario         | Aeropuerto de Fuerteventura              |             |
| Spanje                       | Santa Cruz de La Palma     | Aeropuerto de La Palma                   |             |
| Spanje                       | Valencia                   | Aeropuerto de Valencia                   |             |
| Tsjechië                     | Brno                       | Luchthaven Brno-Tuřany                   | basis       |
| Tsjechië                     | Ostrava                    | Luchthaven Leoš Janáček Ostrava          | basis       |
| Tsjechië                     | Pardubice                  | Luchthaven Pardubice                     | charter     |
| Tsjechië                     | Praag                      | Luchthaven van Praag                     | hub         |
| Tunesië                      | Enfidha                    | Luchthaven Enfidha                       |             |
| Tunesië                      | Houmt Souk                 | Luchthaven Djerba-Zarzis                 |             |
| Tunesië                      | Monastir                   | Luchthaven Monastir                      |             |
| Turkije                      | Antalya                    | Luchthaven Antalya                       |             |
| Turkije                      | Bodrum                     | Luchthaven Milas-Bodrum                  |             |
| Turkije                      | İzmir                      | Luchthaven İzmir Adnan Menderes          |             |
| Verenigde Arabische Emiraten | Dubai                      | Al Maktoum International Airport         |             |
| Verenigde Arabische Emiraten | Dubai                      | Dubai International Airport              |             |
| Verenigde Arabische Emiraten | Ras al-Khaimah             | Ras al-Khaimah International Airport     |             |

### Codeshare-overeenkomsten
Smartwings heeft codeshare-overeenkomsten met de volgende maatschappijen:
- Eurowings[27]
- Israir[28]

## Incidenten en ongevallen
- Op 18 juli 2017 raakte Smartwings vlucht QS1482 van de baan na de landing op de luchthaven van Boergas. Niemand van de inzittenden van de Airbus A320-200 raakte gewond.[29]

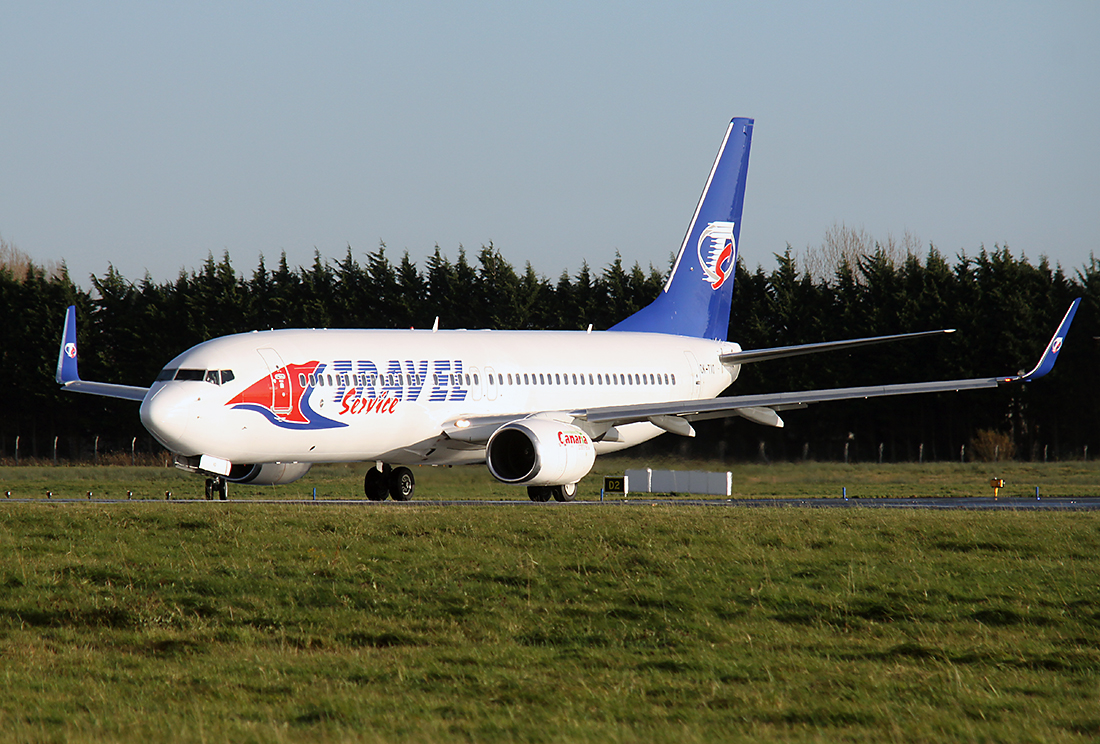
Het betrokken toestel bij vlucht QS1125 in 2010

- Op 22 augustus 2019 steeg Smartwings vlucht QS1125 vanaf Samos naar Praag. Na ongeveer 20 minuten stopte een motor met werken. Er werd twee keer geprobeerd de motor werkend te krijgen, maar dit lukte niet. De piloot meldde niks aan de luchtverkeersleiding en maakte geen voorzorgslanding. In plaats daarvan landde de Boeing 737-800 veilig op de luchthaven van Praag. Er is daarna een groot onderzoek gestart naar het incident.[30]